# Hylaeus altaicus
Hylaeus altaicus là một loài Hymenoptera trong họ Colletidae. Loài này được Dathe mô tả khoa học năm 1986.